# Nothing Was the Same
Albums de Drake
Take Care
(2011) If You're Reading This It's Too Late
(2015)
Singles
1. Started from the Bottom
Sortie : 6 février 2013
2. Hold On, We're Going Home
Sortie : 7 août 2013
3. All Me
Sortie : 24 septembre 2013
4. Pound Cakke
Sortie : 30 septembre 2013
5. The Language
Sortie : 29 octobre 2013

Nothing Was the Same est le troisième album studio du rappeur canadien Drake, sorti le 24 septembre 2013. Il a été vendu jusque-là à 1,4 million d'exemplaires.

## Liste des pistes
| Version standard | Version standard                                    | Version standard | Version standard                                       | Version standard | Version standard | Version standard | Version standard | Version standard | Version standard |
| No               | Titre                                               | Auteur | Compositeur(s)                                         | Durée            |                  |                  |                  |                  |                  |
| ---------------- | --------------------------------------------------- | --- | ------------------------------------------------------ | ---------------- | ---------------- | ---------------- | ---------------- | ---------------- | ---------------- |
| 1.               | Tuscan Leather                                      | Aubrey Graham, Anthony Palman, Noah Shebib, David W. Foster, Linda Thompson-Jenner | Noah "40" Shebib, Boi-1da (add.), Nineteen85 (add.)    | 6:06             |                  |                  |                  |                  |                  |
| 2.               | Furthest Thing                                      | Graham, Palman, Shebib, Marvin Thomas, Adrian Eccleston | Noah "40" Shebib, Jake One (co.)                       | 4:27             |                  |                  |                  |                  |                  |
| 3.               | Started from the Bottom                             | Graham, Shebib, Michael Coleman | Mike Zombie, Noah "40" Shebib (add.)                   | 2:53             |                  |                  |                  |                  |                  |
| 4.               | Wu-Tang Forever                                     | Graham, Palman, Shebib, Jeremy Rose, Dennis Coles, Robert Diggs, Lamont Hawkins, Jason Hunter, Corey Woods, Thor Baldursson, Mats Bjoerklyn, Juergen Koduletsch                                   | Noah "40" Shebib                                       | 3:37             |                  |                  |                  |                  |                  |
| 5.               | Own It                                              | Graham, Shebib, Palman, Noel Fisher, A. Proctor | Detail, Noah "40" Shebib (add.)                        | 4:11             |                  |                  |                  |                  |                  |
| 6.               | Worst Behavior                                      | Graham, Palman, Dacoury Natche, Fisher | DJ Dahi                                                | 4:30             |                  |                  |                  |                  |                  |
| 7.               | From Time (featuring Jhené Aiko)                    | Graham, Jhené Chilombo, Shebib, Jason Beck | Chilly Gonzales, Noah "40" Shebib                      | 5:22             |                  |                  |                  |                  |                  |
| 8.               | Hold On, We're Going Home (featuring Majid Jordan)  | Graham, Majid Al Maskati, Jordan Ullman, Paul Jefferies, Shebib | Nineteen85, Majid Jordan (en), Noah "40" Shebib (add.) | 3:51             |                  |                  |                  |                  |                  |
| 9.               | Connect                                             | Graham, Palman, Shebib, Ross Brichard, Kenza Samir | Noah "40" Shebib, Hudson Mohawke (co.)                 | 4:56             |                  |                  |                  |                  |                  |
| 10.              | The Language                                        | Graham, Palman, Matthew Samuels, Allen Ritter, Anderson Hernandez, Bryan Williams | Boi-1da, Allen Ritter (add.), Vinylz (add.)            | 3:44             |                  |                  |                  |                  |                  |
| 11.              | 305 to My City (featuring Detail)                   | Graham, Fisher, Proctor | Detail                                                 | 4:15             |                  |                  |                  |                  |                  |
| 12.              | Too Much (featuring Sampha)                         | Graham, Sampha Sisay, Jefferies, Emile Haynie | Nineteen85, Sampha                                     | 4:21             |                  |                  |                  |                  |                  |
| 13.              | Pound Cake / Paris Morton Music 2 (featuring Jay-Z) | Graham, Shawn Carter, Palman, Samuels, Fisher, Matthew Burnett, Jordan Evans, Proctor, Coles, Diggs, Gary Grice, Hawkins, Isaac Hayes, Hunter, Russell Jones, David Porter, Clifford Smith, Woods | Boi-1da, Jordan Evans                                  | 7:13             |                  |                  |                  |                  |                  |
| 59:26            |                                                     | |                                                        |                  |                  |                  |                  |                  |                  |

| Titres bonus - Édition Deluxe | Titres bonus - Édition Deluxe          | Titres bonus - Édition Deluxe                                                                                            | Titres bonus - Édition Deluxe     | Titres bonus - Édition Deluxe | Titres bonus - Édition Deluxe | Titres bonus - Édition Deluxe | Titres bonus - Édition Deluxe | Titres bonus - Édition Deluxe | Titres bonus - Édition Deluxe |
| No                            | Titre                                  | Auteur | Compositeur(s)                    | Durée                         |                               |                               |                               |                               |                               |
| ----------------------------- | -------------------------------------- | --- | --------------------------------- | ----------------------------- | ----------------------------- | ----------------------------- | ----------------------------- | ----------------------------- | ----------------------------- |
| 14.                           | Come Thru                              | Graham, Palman, Shebib, N. Campbell                                                                                      | Noah "40" Shebib                  | 3:56                          |                               |                               |                               |                               |                               |
| 15.                           | All Me (featuring Big Sean & 2 Chainz) | Graham, Palman, Sean Anderson, Tauheed Epps, Shebib, Dwane Weir, Albert Lucien Willemetz, Jacques Charles, Maurice Yvain | Key Wane, Noah "40" Shebib (add.) | 4:31                          |                               |                               |                               |                               |                               |
| 67:53                         |                                        | |                                   |                               |                               |                               |                               |                               |                               |

| 16. | The Motion | Graham, Shebib, Sisay | Sampha, Noah "40" Shebib | 4:05 |

Notes
- "Wu-Tang Forever" contient des voix additionnelles de Jhené Aiko[15].
- "Own It" contient des chœurs de PartyNextDoor.
- "From Time" contient des chœurs de Travis Savoury.
- "Connect" contient des voix additionnelles de Shawn Lawrence et Trae tha Truth.
- "The Language" contient une intro Birdman.
- "Come Thru" contient des chœurs de PartyNextDoor.

## Samples
- "Tuscan Leather" contient une interpolation de "Serious", écrit par Warren McGlone et Lawrence Parker, un sample de "I Have Nothing", écrit par David Foster et Linda Thompson, interprété par Whitney Houston, et un sample de "When Seasons Change (live)" de Curtis Mayfield.
- "Started from the Bottom" contient un sample de "Ambessence Piano & Drones", composé par Bruno Sanfilippo.
- "Wu-Tang Forever" contient des samples de "It's Yourz", écrit par Dennis Coles, Robert Diggs, Lamont Hawkins, Jason Hunter, Corey Woods, Thor Baldursson, Mats Bjoerklyn et Juergen Koduletsch, interprété par Wu-Tang Clan et "Loss Config", interprété par Zodiac Beats.
- "Too Much" contient des samples de "Too Much", écrit par Sampha et Emile Haynie, interprété par Sampha.
- "Pound Cake" / "Paris Morton Music 2" contient une interpolation de "C.R.E.A.M.", écrit par Dennis Coles, Robert Diggs, Gary Grice, Lamont Hawkins, Isaac Hayes, Jason Hunter, Russell Jones, David Porter, Clifford Smith et Corey Woods, interprété par Wu-Tang Clan, ainsi que des samples de "Don't Say a Word", écrit par Jim Eliot et Ellie Goulding, interprété Ellie Goulding, et de "Jimmy Smith Rap", interprété par Jimmy Smith.
- "All Me" contient des samples de "My Man", écrit par Albert Lucien Willemetz, Jacques Charles et Maurice Yvain, interprété par Abbey Lincoln.

## Classement hebdomadaire
| Classement (2013)                   | Meilleure position |
| ----------------------------------- | ------------------ |
| Allemagne (Media Control AG)        | 14                 |
| Australie (ARIA)                    | 2                  |
| Autriche (Ö3 Austria Top 40)        | 25                 |
| Belgique (Flandre Ultratop)         | 11                 |
| Belgique (Wallonie Ultratop)        | 28                 |
| Canada (Canadian Albums)            | 1                  |
| Danemark (Tracklisten)              | 1                  |
| Écosse (OCC)                        | 4                  |
| Espagne (Promusicae)                | 91                 |
| États-Unis (Billboard 200)          | 1                  |
| États-Unis (Top R&B/Hip-Hop Albums) | 1                  |
| France (SNEP)                       | 11                 |
| Irlande (IRMA)                      | 4                  |
| Nouvelle-Zélande (RIANZ)            | 4                  |
| Norvège (VG-lista)                  | 13                 |
| Pays-Bas (Mega Album Top 100)       | 8                  |
| Royaume-Uni (UK Albums Chart)       | 2                  |
| Royaume-Uni (UK R&B Albums)         | 1                  |
| Suède (Sverigetopplistan)           | 17                 |
| Suisse (Schweizer Hitparade)        | 11                 |